# Johann August Hermes

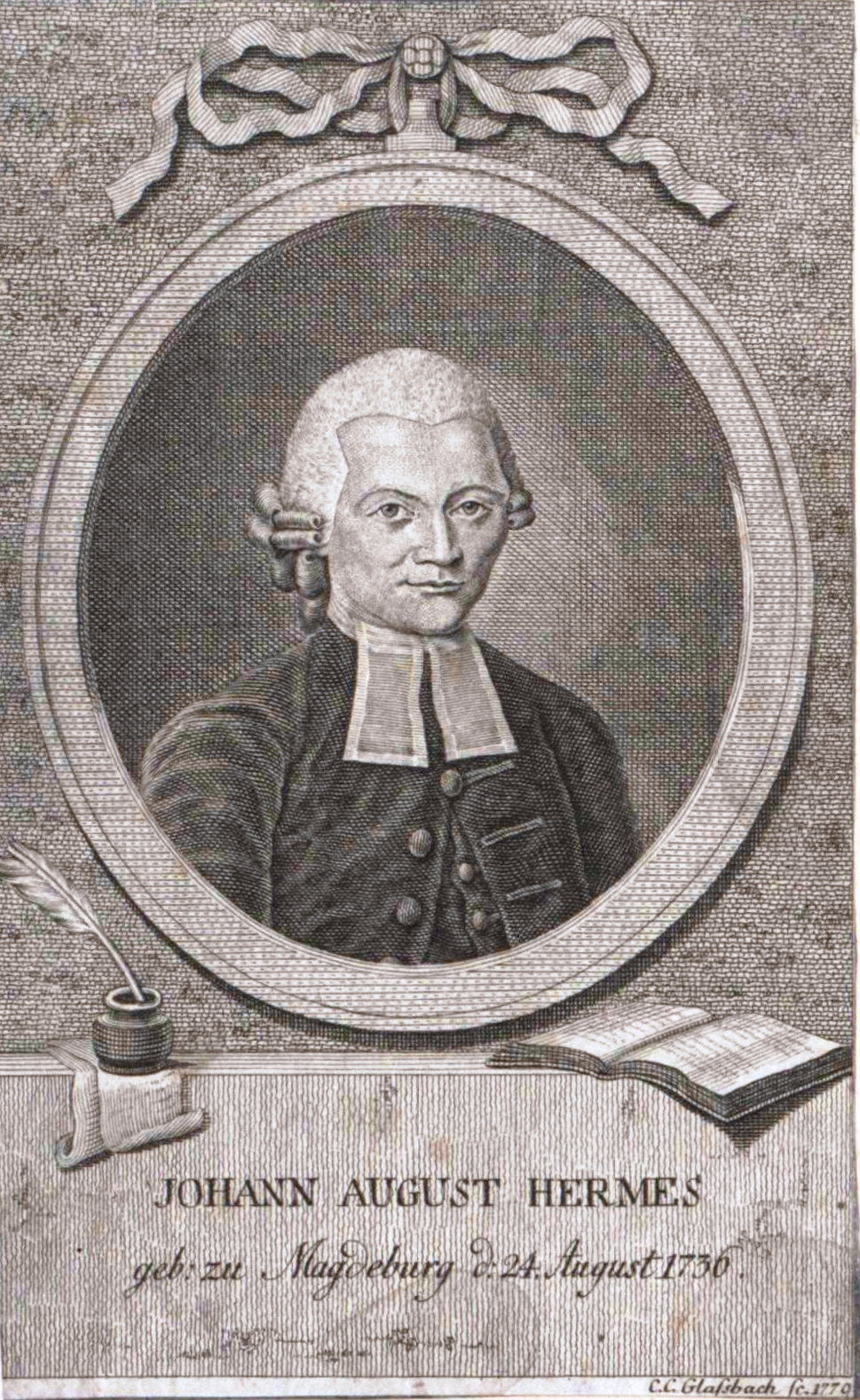
Johann August Hermes, Stich von C. C. Glassbach (1770)

Johann August Hermes (* 24. August 1736 in Magdeburg; † 6. Januar 1822 in Quedlinburg) war ein deutscher evangelischer Theologe und Geistlicher der Aufklärungszeit.

## Leben
Hermes war Sohn des Pastors Tobias Hermes der Sankt-Jakobi-Kirche in Magdeburg. Hermes besuchte ab 1750 die Klosterschule von Kloster Berge, an der er unter dem pietistischen Johann Adam Steinmetz lernte. Im Frühjahr 1754 wechselte er an der Universität Halle und verblieb dort knappe drei Jahre. Ende 1756 ging er unter dem Eindruck der Kriegsgefahr nach Elmshorn zu Verwandten. Kein Jahr später, am 6. Juli 1757, wurde er als Pastor für das Herzogtum Mecklenburg-Schwerin im Schweriner Dom ordiniert. Er hatte zunächst zwei Stellen als Hilfsprediger inne und kam 1761 als Präpositus und Prediger nach Waren. Diese gute Stellung ermöglichte es ihm nun auch schriftstellerisch tätig zu werden und er begann die Wöchentlichen Beiträgen zur Beförderung der Gottseligkeit herauszugeben. Er machte sich jedoch durch seine progressiven Schriften angreifbar und zog 1773 eine Untersuchung durch das Konsistorium auf sich, auf die er mit der Schrift freymüthige Erklärung gegen diejenigen welche in seinen Schriften Irthümer zu finden vermeynen antwortete.
Hermes entzog sich möglichen Konsequenzen, indem er zu Ostern 1774 einen Ruf auf die Predigerstelle nach Jerichow annahm. 1777 wechselte er als Oberprediger nach Ditfurt. Sein Handbuch der Religion trug ihm größere Bekanntheit ein und schließlich einen Ruf als Oberprediger und Konsistorialrat an die St. Nikolai-Kirche in Quedlinburg. Zudem wurde er dort Schulinspektor für das Gymnasium. Im Jahr 1787 erlangte er zudem unter der Äbtissin Sophie Albertine von Schweden die Position als Adjunkt des Oberhofpredigers am Stift Quedlinburg, 1799 schließlich die Stellung als Oberhofprediger.
Hermes wurde 1807 zu seinem 50-jährigen Amtsjubiläum in Quedlinburg mit Feierlichkeiten geehrt. Zu diesem Anlass verlieh ihm die Theologische Fakultät der Universität Helmstedt die theologische Doktorwürde. Er wurde kurz darauf, nachdem das Stift und das Konsistorium 1808 endgültig aufgelöst wurden, als Prediger mit ansehnlicher Pension in den Ruhestand versetzt und zum Superintendenten unter einem neuen Konsistorium im nun Quedlinburg umfassenden Königreich Westphalen ernannt. Mit nachlassenden Kräften wurde ihm 1815 Johann Heinrich Fritsch auf eigenes Bitte zur Unterstützung der Superintendentur beiseitegestellt.

## Publikationen (Auswahl)
Schriften
- Wöchentlichen Beiträgen zur Beförderung der Gottseligkeit, 2 Bände, Wismar 1771–1772.
- Johann August Hermes, Präpositus und ersten Predigers zu Wahren im Mecklenburgischen freymüthige Erklärung gegen diejenigen welche in seinen Schriften Irthümer zu finden vermeynen: insbesondere gegen einen neueren Gegner in der Lehre von der Genugthuung Christi, Koppe, Rostock und Leipzig 1773.
- Handbuch der Religion, 2 Bände, Himburg, Berlin 1779.
- Predigten über die evangelischen Texte an den Sonn- und Festtagen des ganzen Jahrs zur Beförderung der häuslichen Andacht, 2 Bände, Nicolai, Berlin 1781–1782.
- Kommunionbuch, Himburg, Berlin 1783.
- hrsg. mit Christian Gotthilf Salzmann und Gottlob Nathanael Fischer: Beiträge zur Verbesserung des öffentlichen Gottesdienstes der Christen, Leipzig 1785–1788.
- Lehrbuch der Religion Jesu, 2 Bände, Quedlinburg 1798.

Kirchenlieder
Vier Kirchenlieder von Hermes wurden in dem von ihm zusammengestellten und herausgegebenen Gesangbuch für den öffentlichen Gottesdienst im Stifte Quedlinburg (mehrere Auflagen ab 1787) veröffentlicht, darunter:
- Ich lebe nicht für diese Erde.
- Ach, sieh ihn dulden, bluten, sterben.